# Tigón
Un tigón o tigrón es un híbrido de un tigre y una leona criados en cautiverio. Los tigones no son tan frecuentes como los híbridos inversos, llamados ligres, producto de la unión de un león y una tigresa. Es poco probable que los tigones se den en la naturaleza, debido a que tigres y leones no comparten hábitat.
Los tigones presentan características de los dos progenitores, con aspecto de leones con rayas de tigres. Crecen menos que las especies de origen, debido a que heredan, de la leona, genes inhibidores de crecimiento, pero no presentan ningún tipo de enanismo. Generalmente pesan cerca de 180 kg.
Poseen patas y cola largas, aunque con aspecto imponente. Son menos abundantes que los ligres, ya que estos son intensamente buscados y explotados por circos debido a su gigantismo y, en menor medida, zoológicos deseosos de atraer al público.
Generalmente, los tigones son estériles. Sin embargo, una tigona de nombre Noelle en la Reserva Shambala se apareó con un tigre y produjo un “ti-tigón”, aunque no se conocen casos de machos fértiles.